# Dirk Kienscherf

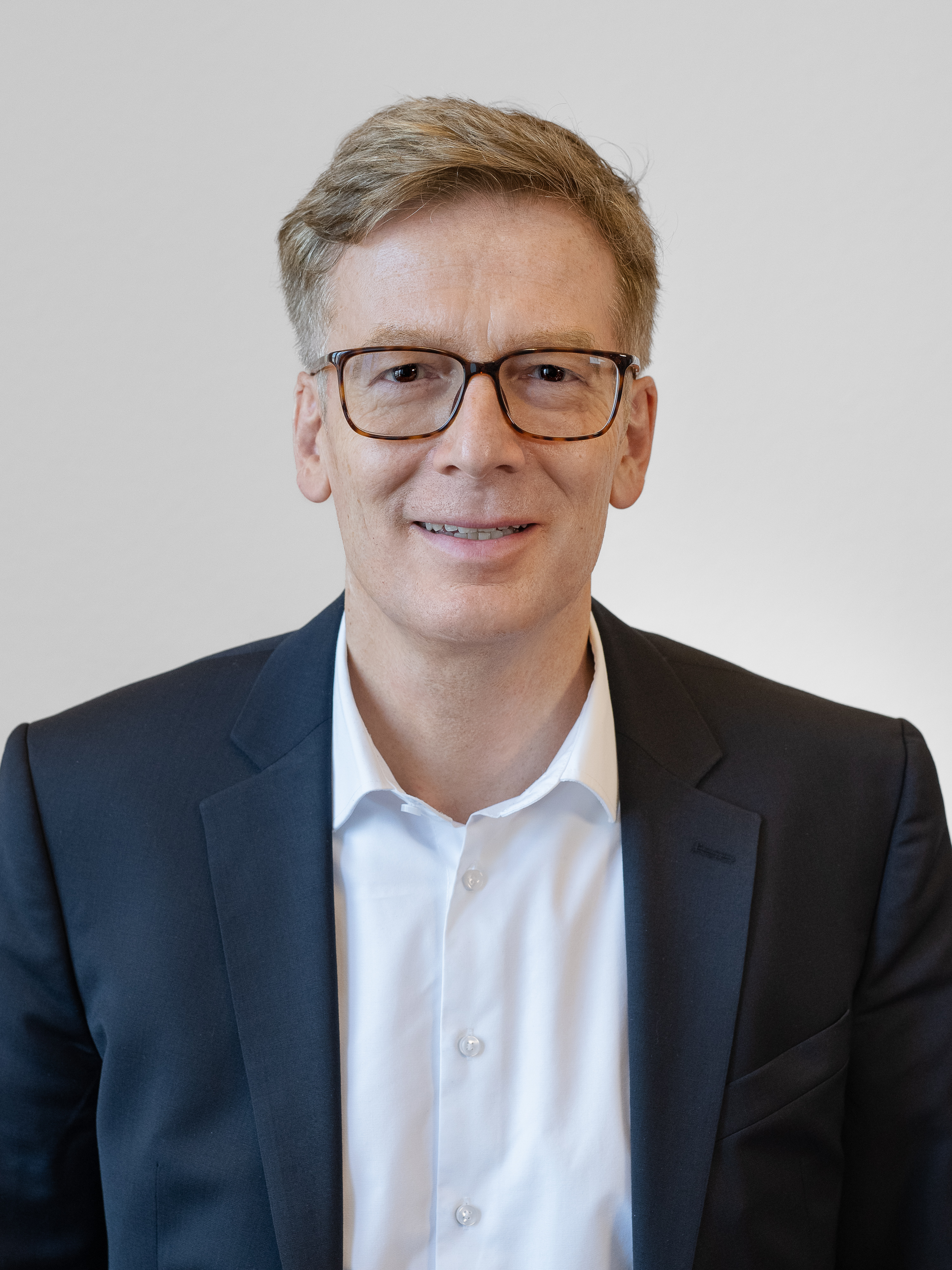
Dirk Kienscherf (2023)

Dirk Kienscherf (* 20. Dezember 1965 in Hamburg) ist ein deutscher Landespolitiker (SPD) und seit April 2018 Fraktionsvorsitzender der SPD in der Hamburgischen Bürgerschaft.

## Leben
Nach dem Abitur am Gymnasium Kaiser-Friedrich-Ufer machte er von 1985 bis 1988 eine Ausbildung zum Industriekaufmann und studierte anschließend Betriebswirtschaft mit dem Abschluss Diplom-Kaufmann. Nach dem Studium arbeitete zunächst als Referent der SPD-Bürgerschaftsfraktion für Bau, Verkehr und Wirtschaft, wurde 1995 persönlicher Referent und 1997 Büroleiter des damaligen Bau- und Verkehrssenators Eugen Wagner. Von 2001 bis 2011 war er Abteilungsleiter der Zentralen Vergabeaufsicht in der Behörde für Stadtentwicklung und Umwelt.

## Politik
Zur Politik kam Kienscherf in den 1980er Jahren durch die Friedensbewegung. 1989 trat er in die SPD ein und übernahm diverse Funktionen bei den Jusos und in der Partei. Seit 1997 ist er Vorsitzender des SPD-Distrikts Hamm-Borgfelde. Von 1992 bis 2001 war er Mitglied und zuletzt Fraktionsvorsitzender im Kerngebietsausschuss Hamburg-Mitte, von 1996 bis 2001 gehörte er der Bezirksversammlung Hamburg-Mitte an.
Seit 2001 ist Kienscherf Mitglied der Hamburgischen Bürgerschaft. Dort saß er für seine Fraktion in den Ausschüssen für Soziales und Eingaben sowie im Sonderausschuss „Vernachlässigte Kinder“. Ab 2011 war Kienscherf Parlamentarischer Geschäftsführer der SPD-Bürgerschaftsfraktion und Fachsprecher für Stadtentwicklung. Die Abgeordneten der SPD-Fraktion in der Hamburgischen Bürgerschaft wählten ihn am 9. April 2018 mit einer Mehrheit von 84,5 Prozent zum Fraktionsvorsitzenden, ehe ihm am 23. Februar 2020 der erneute Einzug in die Hamburgische Bürgerschaft gelang. Am 5. September 2022 wurde Kienscherf mit einer Mehrheit von 98 Prozent der Stimmen von den Abgeordneten der SPD-Fraktion als Fraktionsvorsitzender wiedergewählt. Bei der Bürgerschaftswahl in Hamburg 2025 zog er erneut über die Landesliste der SPD Hamburg in die Bürgerschaft ein und wurde am 20. Mai 2025 mit 98 Prozent der Stimmen als Fraktionsvorsitzender bestätigt.
Kienscherf ist Mitglied bei der Gewerkschaft ver.di.